# Suat Aşeni
Suat Fetgeri Aşeni Tarı (ur. 22 września 1916, zm. 22 kwietnia 1970) – turecka florecistka, uczestniczka letnich igrzysk olimpijskich.
Aşeni reprezentowała Turcję na Letnich Igrzyskach Olimpijskich 1936 w Berlinie. Razem z Halet Çambel, również florecistką, była pierwszą Turczynką, która wystąpiła na igrzyskach. Z dwoma zwycięstwami i trzema porażkami zakończyła rywalizację na pierwszej rundzie.